# Лесной Курорт
Лесно́й Куро́рт — посёлок в составе рабочего посёлка Красные Баки Краснобаковского района Нижегородской области.

## География
Располагается на берегу левобережной старицы реки Ветлуги в месте впадения в неё реки Шижмы в двух километрах от основного русла Ветлуги.

## Население
| 2002 | 2010 |
| ---- | ---- |
| 272  | ↘229 |

По данным на 1999 год, численность населения составляла 218 чел.